# Glenochrysa splendida
Glenochrysa splendida is een insect uit de familie van de gaasvliegen (Chrysopidae), die tot de orde netvleugeligen (Neuroptera) behoort. 
Glenochrysa splendida is voor het eerst wetenschappelijk beschreven door Van der Weele in 1909.